# Электрогорск (станция)
Электрого́рск — железнодорожная станция Горьковского направления Московской железной дороги в одноимённом городе Павлово-Посадского городского округа Московской области, конечная станция ветки Павловский Посад — Электрогорск. По основному характеру работы является тупиковой, по объёму работы отнесена к 4 классу. Входит в Московско-Курский центр организации работы железнодорожных станций ДЦС-1 Московской дирекции управления движением. Электрифицирована в 1968 году.
В апреле 2015 года станция была открыта для выполнения грузовых операций по параграфу 3 (прием и выдача грузов повагонными и мелкими отправками, загружаемых целыми вагонами, только на подъездных путях и местах необщего пользования) Тарифного руководства № 4 на железнодорожных путях необщего пользования N 2 протяженностью 183,4 м, N 3 протяженностью 325 м, принадлежащих ООО «Кроношпан». Код ЕСР/АСУЖТ сменился с 231157 на 231208.